# منوچهر انور
منوچهر انور (زادۀ ۲۱ مهر ۱۳۰۷) کارگردان، نویسنده، ویراستار، گوینده و مترجم ایرانی است. او دانش‌آموختهٔ آکادمی سلطنتی هنرهای دراماتیک انگلستان است. وی فعالیت هنری را در سال ۱۳۳۲ در لندن به‌عنوان نویسنده، بازیگر و گوینده در رادیو فارسی بی‌بی‌سی آغاز کرد.

## تحصیلات
منوچهر انور برای تحصیلات متوسطهٔ خود وارد دبیرستان فیروزبهرام شد و در سال ۱۳۲۳ با کمک غلامحسین صالحیار بخش تئاتر انجمن ادبی فیروز بهرام را تشکیل داد. او تحصیلات خود در دبیرستان را نیمه‌تمام رها کرد و به انگلستان رفت و در مرکز آموزش رویال آکادمی تئاتر به تحصیل پرداخت.

## آثار
منوچهر انور در سال ۱۳۳۷ پس از بازگشت به ایران، وارد مؤسسهٔ انتشارات فرانکلین شد. در آنجا حرفهٔ ویراستاری را پایه‌گذاری کرد و تا ۱۳۴۱ سرویراستار فرانکلین بود. انور پس از پیوستن به گروه هنر ملی و تدریس در دانشگاه به‌طور عمده فعالیت گویندگی و نویسندگی متن آنونس فیلم‌ها را شروع کرد. مهم‌ترین آثار هنری او فیلم مستند نیشدارو محصول سال ۱۳۴۳ و نسخهٔ سینمایی نمایش‌نامهٔ پرآوازهٔ بیژن مفید یعنی شهر قصه است که فیلمنامهٔ آن در سال ۱۳۵۲ توسط منوچهر انور و بیژن مفید نوشته شد و انور آن را کارگردانی کرد.

### کارگردانی
- ۱۳۳۹:کارگردانی نمایش بلبل سرگشته با نام مستعار «شاروَند» نوشتهٔ علی نصیریان، برای شرکت در جشنوارهٔ تئاتر ملل در پاریس، آوریل ۱۹۶۰ (بهار ۱۳۳۹ خورشیدی) که نخستین حضور جدی تئاتر ایران در جشنواره‌های بین‌المللی است.[۴]
- ۱۳۴۱: فیلم چم (طرح چم) / ترجمه و گویندگی: منوچهر انور / تهیه‌کننده: ابولقاسم رضایی[۵]
- ۱۳۴۳: در سازمان برنامه، فیلم نیشدارو را در قالب یک فیلم مستند صنعتی دربارهٔ مؤسسهٔ سرم‌سازی رازی ساخت. این فیلم از آثار مهم تاریخ سینمای مستند ایران است.[۶]
- ۱۳۴۶: مدیر عامل شرکت نور و صدا شد و ساخت فیلم‌های صنعتی و تبلیغاتی/تجارتی را آغاز کرد که تا سال‌ها ادامه داشت. از فیلم‌های ساخته شده در شرکت نور و صدا می‌توان به فیلم مستند دربارهٔ بانک صادرات ایران، فیلم مستند نان از آتش (دربارهٔ صنایع پتروشیمی)، فیلم‌های یک دقیقه‌ای تجاری/تبلیغاتی برای محصولات شرکت‌های تاید، مینو، گروه صنعتی بهشهر، و چند شرکت دیگر اشاره کرد.[۷]
- ۱۳۴۸ تا ۱۳۵۰: فیلم‌های چاه سرکش و شعله‌های آغاجاری[۷]
- ۱۳۵۲: ساخت فیلم بلند سینمایی شهر قصه[۷]

### گویندگی
منوچهر انور در طول سال‌های متمادی، همیشه گویندگی را در کنار سایر کارهای خود ادامه داده‌است. مانند:
- ۱۳۳۸: گفتار متن فیلم مبارزه با آتش در اهواز، به زبان انگلیسی و به کارگردانی جان شرمن (مستندساز بریتانیایی)[۷]
- ۱۳۳۹: گفتار متن یک فیلم مستند دربارهٔ رابرت فراست، شاعر آمریکایی[۷]
- ۱۳۴۶: گفتار متن فیلم جام حسنلو (روایت حسین منصور حلاج در تذکرةالاولیاء)/ طرح و کار: محمدرضا اصلانی[۸]
- ۱۳۴۹: مترجم و گویندهٔ باد صبا، فیلمی از آلبر لاموریس[۹]
- ۱۳۵۵: گفتار متن فیلم فانوس خیال، کارگردانی و فیلمنامه از بهرام ری‌پور[۸]
- از میانه دههٔ ۱۳۵۰ خورشیدی: گویندگی و نویسندگی آنونس‌های سینمایی را به پیشنهاد و تشویق هوشنگ کاوه آغاز کرد و با ارائهٔ کارهایی خاص و متفاوت از آنونس‌گویی رایج در سینمای ایران تا آن زمان، شأنی ویژه و دیگرگون برای نوشتن و خواندن آنونس آثار سینمایی در ایران به‌وجود آورد؛ که این امر را تا به امروز ادامه داده‌است.[۷]
- دههٔ ۱۳۶۰ خورشیدی: نویسندگی و گویندگی متن فیلم گاز، آتش، باد (پروژه‌های تزریق گاز)، کارگردان: کامران شیردل[۸]
- ۱۳۹۴: گوینده‌ی "کتاب ملکوت" قطعه‌ای از گفتار متن فیلم "اژدها وارد می‌شود"  کار مانی حقیقی

### نگارش و ترجمه
- از سال ۱۳۳۹: کار در دایرةالمعارف فارسی ــ همکاری نزدیک با محمود مصاحب، با نگارش و ترجمهٔ مدخل‌های مربوط به نقاشی، معماری، هنرهای زیبا، صنایع سنتی ایران، و مباحث هنریِ دیگر؛ که این همکاری تا زمان چاپ آن ادامه داشت.[۷]
- ۱۳۷۰: پختستان، ادوین ابوت
- ۱۳۸۵: ترجمهٔ کتاب خانه عروسک، اثر هنریک ایبسن[۱۰][۱۱]
- ۱۳۹۶: ترجمهٔ کتاب مرغابی وحشی، اثر هنریک ایبسن[۱۲]
- ۱۳۹۷: نگارش کتاب هزار بیشه ملانصرالدین، دیدنی‌ها و شنیدنی‌ها با تصویرگری نورالدین زرین‌کلک[۱۳]
- ۱۳۹۸: نگارش کتاب زبان زنده[۱۴]
- نگارش چکامه در تعریف شعر ــ همراه با سی‌دی صوتی.[۱۵]
- ترجمهٔ کتاب ماجراهای پینوکیو اثر کارلو کولودی، با همکاری ایرج انور[۱۵]

#### به انگلیسی
- مرگ یزدگرد نوشتهٔ بهرام بیضایی، چاپ انتشارات روشنگران و مطالعات زنان به شکل دوزبانه و نیز به شکل انگلیسی[۱۶]
- فتحنامه‌ی کلات نوشتهٔ بهرام بیضایی، چاپ انتشارات روشنگران و مطالعات زنان[۱۷]

### ویراستاری
- ۱۳۳۷: ورود به مؤسسهٔ انتشارات فرانکلین به دعوت همایون صنعتی‌زاده و پایه‌گذاری حرفهٔ ویراستاری که با ویرایش جلد دوم تاریخ تمدن ویل دورانت  ترجمهٔ امیرحسین آریان‌پور آغاز شد.[۱۸]
- ویراستاری و بازنویسی ترجمهٔ رمان خشم و هیاهو اثر ویلیام فاکنر با همکاری بهمن شعله‌ور، خود مترجم[۱۹]
- از ۱۳۳۷ تا ۱۳۴۱: مدیریت ویراستاری آنچه در مؤسسهٔ انتشارات فرانکلین به چاپ رسیده‌است[۷]

## سوابق تدریس
- اوایل دهه ۴۰ خورشیدی: تدریس در دانشگاه هنرهای دراماتیک بمدت یک سال[۷]
- ۱۳۴۹: تدریس فن بیان در کارگاه نمایش، بمدت یک سال[۷]
- ۱۳۷۲: تدریس «کاربرد زبان در هنرهای دراماتیک» در مرکز آموزش فیلمسازی باغ فردوس، بمدت یک ترم[۷]
- ۱۳۷۴: تدریس کاربرد زبان در هنرهای دراماتیک با توجه به فیلم‌های باد صبا و اروپا، در دانشکده سینما و تئاتر دانشگاه هنر تهران، بمدت یک ترم[۷]
- ۱۷ آذر ۱۳۹۳: کارگاه دستور موسیقایی گفتار را در پژوهشکدهٔ هنر فرهنگستان هنر برگزار کرد. منوچهر انور در این جلسه، درک و دریافت‌ها و تجربیات خود دربارهٔ دستور موسیقایی گفتار و اهمیت رعایت آن در خواندن متون و درک معنای آنها را با ذکر نمونه و مصداق‌هایی بیان کرد. همچنین این نظریه را ارائه کرد که مادر دستور زبان، دستور نانوشتهٔ گفتار است.[۲۰]